# Boliviaanse voetbalbond
De Federación Boliviana de Fútbol (afkorting: FBF) is de Boliviaanse voetbalbond die werd opgericht op 12 september 1925. De bond organiseert het Boliviaans voetbalelftal en het professionele voetbal in Bolivia (onder andere de Liga de Fútbol Profesional Boliviano). De president is Carlos Chavez, het hoofdkantoor is gezeteld in Cochabamba. De FBF is aangesloten bij de FIFA sinds 1926.